# 最佳拍檔之大顯神通
《最佳拍檔大顯神通》，是1983年新藝城出品的香港喜劇電影，《最佳拍檔》系列電影的第二部作品；由曾志偉執導，許冠傑、麥嘉、張艾嘉主演。於1983年2月5日在香港上映，為該年的賀歲片，累積票房高達23,273,140港元，成為1983年香港中文電影票房最賣座的一部。本片主題曲〈跟佢做個Friend〉入圍第3屆香港電影金像獎最佳電影歌曲提名。

## 劇情
承接上集故事，美國殺手「黑手襪」為報「白手襪」殺弟之仇來港找「最佳拍檔」算賬，同時最佳拍檔被日本黑幫頭目兩兄妹玩弄於股掌之間，期間有個自稱FBI的人從中搞和，最佳拍檔才得以脫險。最後由差婆（光頭佬之妻）協助下，聯手對付黑手襪……。

## 人物角色
| 演員     | 角色             | 粵語配音 | 國語配音 | 關係 |
| 許冠傑   | King Kong/黑貓   | 許冠傑   | 馮雪銳   |      |
| 麥嘉     | 區瑞強           | 金 貴    | 田平春   |      |
| 張艾嘉   | 何東詩           | 龍寶鈿   |          |      |
| 汪庭歡   | 珠珠             | 沈小蘭   |          |      |
| 倉田保昭 | 牛牛             | 朱子聰   | 張佩儒   |      |
| 祖迪文   | 黑手襪           |          |          |      |
| 徐克     | 自稱FBI          | 張炳強   | 张濟平   |      |
| 曹達華   | 華叔             | 盧 雄    | 王長明   |      |
| 韓國材   | 蛇仔明/邊緣人    | 盧傑群   |          |      |
| 曾志偉   | 司機阿契         | 張炳強   |          |      |
| 施明     | 368              | 盧素娟   |          |      |
| 李家鼎   | Disco黑幫大佬    | 朱子聰   |          |      |
| 曹查理   | 珠寶行經理       | 張炳強   | 張佩山   |      |
| 陳立品   | 60年前之雌雄大盜 | 盧素娟   |          |      |
| 葉夏利   | 60年前之雌雄大盜 | 盧 雄    |          |      |
| 關雪麗   | 刺激未婚妻       | 盧素娟   |          |      |
| 樓南光   | 牛牛手下         |          |          |      |
| 盧堅     | 牛牛手下         |          |          |      |
| 黃百鳴   | 牧師             | 鄧榮銾   | 张濟平   |      |
| 黎永強   | 咸濕老爺父       | 盧 雄    |          |      |

## 電影歌曲
| 曲別   | 歌名               | 演唱者 | 作曲   | 填詞   | 編曲   |
| 主題曲 | 〈跟佢做個Friend〉 | 許冠傑 | 許冠傑 | 許冠傑 | 許冠傑 |
| 插曲   | 〈這一種感覺〉     | 許冠傑 | 許冠傑 | 許冠傑 | 許冠傑 |

## 獎項
| 年份 | 頒獎典禮            | 獎項         | 名字                                                      | 結果 |
| ---- | ------------------- | ------------ | --------------------------------------------------------- | ---- |
| 1984 | 第3屆香港電影金像獎 | 最佳電影歌曲 | 〈跟佢做個Friend〉 主唱：許冠傑 作曲：許冠傑 填詞：許冠傑 | 提名 |

## 外部連結
- 香港影庫上《最佳拍檔之大顯神通》的資料（繁體中文）
- 開眼電影網上《最佳拍檔之大顯神通》的資料（繁體中文）
- 豆瓣电影上《最佳拍檔之大顯神通》的資料 （简体中文）
- 时光网上《最佳拍檔之大顯神通》的資料（简体中文）
- AllMovie上《最佳拍檔之大顯神通》的资料（英文）
- 爛番茄上《最佳拍檔之大顯神通》的資料（英文）
- 互联网电影数据库（IMDb）上《最佳拍檔之大顯神通》的资料（英文）